# Harhoura
Harhoura (pronúncia: arura; em árabe: بويبلان) é uma cidade costeira e comuna urbana do noroeste de Marrocos, que faz parte da prefeitura de Skhirat-Temara e da região Rabat-Salé-Zemmour-Zaer com 12 km². Em 2004 tinha 9 245 habitantes (densidade: 770,4 hab./km²).
É uma estância balnear a cerca de 15 km a sudoeste do centro de Rabat. Até 1992, quando se constituiu o município de Harhoura,  dependia administrativamente da cidade vizinha de Temara, situada 4 km a sudeste, no interior. É também conhecida como "Témara Plage" (Praia de Temara).